# Guy Saint-Vil
Guy Saint-Vil   (Port-au-Prince, 21 d'octubre de 1942) fou un futbolista haitià de la dècada de 1970.
Fou 16 cops internacional amb la selecció d'Haití amb la qual participà en la Copa del Món de futbol de 1974.
Pel que fa a clubs, destacà a Racing Club Haïtien, Baltimore Bays i Baltimore Comets.
El seu germà Roger Saint-Vil també fou futbolista.